# Tomáš Staněk
Tomáš Staněk (Praag 13 juni 1991) is een Tsjechische atleet, die gespecialiseerd is in het kogelstoten. Zijn grootste succes tot nu toe was het winnen van de gouden medaille op de Europese indoorkampioenschappen in 2021 in Toruń. Hij nam driemaal deel aan de Olympische Spelen.

## Loopbaan

### Doordringen tot finale struikelblok
Staněk deed zijn eerste internationale ervaring op tijdens de Europese kampioenschappen voor neo-senioren (U23) in Tampere in 2013, waar hij vijfde werd met 19,18 m, 60 cm minder dan de winnaar. Een jaar later kwam hij op de wereldindoorkampioenschappen in Sopot met 20,06 m weliswaar bijna een meter verder dan in Tampere, maar desondanks kwam hij er niet verder mee dan een twaalfde plaats in de kwalificatieronde. Doordringen tot de finale lukte hem later dat jaar evenmin op de Europese kampioenschappen in Zürich, een euvel dat hem op de grote toernooien in de jaren die volgden zou blijven achtervolgen tot en met de Olympische Spelen van 2016 in Rio de Janeiro. Hij kwam, op de momenten dat het erop aankwam, maar niet voorbij de 20 meter, terwijl hij in 2016 op de Tsjechische indoorkampioenschappen toch 20,90 had gestoten.

### Keerpunt
Zijn zilveren medaille op de Europese indoorkampioenschappen van 2017 in Belgrado vormde het keerpunt in de carrière van Staněk. Met een persoonlijk beste stoot van 21,43 moest hij alleen in de Pool Konrad Bukowiecki zijn meerdere erkennen, die overigens met een beste prestatie van 21,97 het Pools nationale record verbeterde. Staněk kwalificeerde zich ermee voor de wereldkampioenschappen in Londen later dat jaar, waar hij met een nauwelijks mindere prestatie (21,41) net buiten het podium belandde.
Op het podium belanden deed Staněk weer wel in 2018 op de WK indoor in Birmingham, waar hij met 21,44 (constanter presteren op grote toernooien was nauwelijks mogelijk) het brons pakte achter de Nieuw-Zeelander Tomas Walsh (goud met 22,31) en de Duitser David Storl (zilver met eveneens 21,44, maar met een betere tweede stoot). Hij werd er prompt een van de favorieten voor een medaille mee op de EK in Berlijn, maar daar eindigde hij met een wat tegenvallende beste prestatie van 21,16 als vierde. De Polen maakten in Berlijn de dienst uit, met Michał Haratyk als winnaar met 21,72 en Konrad Bukowiecki als tweede met 21,66, terwijl ook Storl hem met 21,41 weer voor bleef.

### Goud op EK 2021
Op de EK indoor van 2019 in Glasgow was de uitslag bijna identiek aan die van de EK in Berlijn, zij het dat Bukowiecki ontbrak. Daardoor ging achter Haratyk en Storl het brons nu met 21,25 naar de Tsjech. Aan het eind van het seizoen, op de WK in Doha, kwamen de Europese deelnemers er niet aan te pas. Bukowiecki eindigde als beste Europeaan met 21,16 als vijfde, terwijl Staněk als tweede Europeaan met 20,79 pas op de tiende plaats was terug te vinden.
Des te verrassender was anderhalf jaar later de overwinning van Staněk op de EK indoor in 2021 in Toruń, waar hij met 21,62 voor het eerst in zijn carrière Michał Haratyk de loef afstak. Die moest ditmaal na een beste stoot van 21,47 genoegen nemen met het zilver. Het was het hoogtepunt in de loopbaan van Tomáš Staněk.

## Titels
- Europees indoorkampioen kogelstoten - 2021
- Tsjechisch kampioen kogelstoten - 2016, 2017, 2018, 2019, 2021, 2022, 2023
- Tsjechisch indoorkampioen kogelstoten - 2014, 2016, 2018, 2020, 2023, 224, 2025

## Persoonlijke records
Outdoor
| Discipline   | Prestatie | Datum            | Plaats     |
| ------------ | --------- | ---------------- | ---------- |
| kogelstoten  | 22,01 m   | 2 juni 2017      | Schönebeck |
| discuswerpen | 55,69 m   | 5 september 2012 | Kladno     |
| speerwerpen  | 71,88 m   | 26 mei 2012      | Trebic     |

Indoor
| Discipline  | Prestatie | Datum           | Plaats     |
| ----------- | --------- | --------------- | ---------- |
| kogelstoten | 22,17 m   | 6 februari 2018 | Dusseldorf |

## Palmares

### kogelstoten
- 2013: 5e EK U23 te Tampere – 19,18 m
- 2014:  Tsjechische indoorkamp. – 19,64 m
- 2014: 12e in kwal. WK indoor – 20,06 m
- 2014: 14e in kwal. EK – 19,61 m
- 2015: 19e in kwal. WK – 19,64 m
- 2016:  Tsjechische indoorkamp. – 20,90 m
- 2016: 16e WK indoor – 19,46 m
- 2016:  Tsjechische kamp. – 20,39 m
- 2016: 20e in kwal. OS – 19,76 m
- 2017:  EK indoor – 21,43 m
- 2017:  Tsjechische kamp. – 21,61 m
- 2017: 4e WK – 21,41 m
- 2018:  Tsjechische indoorkamp. – 21,59 m
- 2018:  WK indoor – 21,44 m
- 2018:  Tsjechische kamp. – 21,52 m
- 2018: 4e EK – 21,16 m
- 2018: 6e Wereldbeker te Ostrava – 21,22 m
- 2019:  EK indoor – 21,25 m
- 2019:  Tsjechische kamp. – 19,81 m
- 2019: 10e WK – 20,79 m (in kwal. 21,02 m)
- 2020:  Tsjechische indoorkamp. – 21,18 m
- 2021:  EK indoor – 21,62 m
- 2021:  Tsjechische kamp. – 20,68 m
- 2021: 8e in kwal. OS - 20,47 m
- 2022:  Tsjechische kamp. – 20,76 m
- 2022:  EK – 21,26 m
- 2023:  Tsjechische indoorkamp. – 21,43 m
- 2023:  EK indoor – 21,90 m
- 2023:  Tsjechische kamp. – 21,13 m
- 2024:  Tsjechische indoorkamp. – 20,73 m
- 2024: 10e OS - 20,37 m (in kwal. 21,61 m)
- 2025:  Tsjechische indoorkamp. – 21,18 m
- 2025:  EK indoor – 20,75 m (in kwal. 21,26)